# Moulin à vent des Bénédictins
Le moulin à vent des Bénédictins aussi appelé moulin de Buglais est un moulin situé sur la commune de Lancieux, dans les Côtes-d'Armor. 

## Description
Le Moulin à vent des Bénédictins de Lancieux a été édifié en moellons de granite, de schiste, de gneiss et de pierre de Saint-Cast. Il est de plan circulaire et de forme centrée, et dispose d'une forte assise au sol avec un certain empâtement. La batisse compte un étage carré, dit 'étage des meules', avec les rouages satellites de la bluterie au rez-de-chaussée. Le dernier étage sous combles comprend l'arbre moteur et le rouet, avec une petite ouverture pour observer la direction du vent et la lucarne appelée 'houteau' qui reçoit le frein et la queue du moulin qui sert à orienter la charpente mobile. Les murs intérieurs ont été blanchis à la chaux. Le moulin est chapeauté d'un toit en poivrière couvert en bardeaux de châtaignier. Celui-ci est mobile et repose sur un châssis tournant qui porte l'arbre, les ailes et le rouet d'entraînement qui transmet le mouvement à toute la machinerie intérieure. 
Ainsi, grâce à une queue appelée « guivre », on peut faire virer la tête et orienter les ailes en direction du vent.
Il s'agit d'un moulin tour, typique de la partie nord de la Bretagne. Il est doté de quatre ailes hélicoïdales de seize traverses chacune. Le moulin comporte deux paires de meules, l'une pour le froment, l'autre pour les céréales secondaires. Elles sont gravées de rayons qui permettaient le cheminement de la mouture. L'usure de ces rayons demandait une réfection fréquente, appelée « rhabillage », et exécutée par des spécialistes qui visitaient régulièrement les moulins. Les meules du moulin de Buglais, de grand diamètre (145 cm) sont montées à l'anglaise, c'est-à-dire verticalement.
Le logement patronal, situé à proximité, est édifié dans les mêmes matériaux. Il compte un étage de comble couvert d'un toit à longs pans en ardoises.

## Localisation
Le moulin est situé sur la commune de Lancieux, dans le département français des Côtes-d'Armor. Il est situé sur les hauteurs du village, en bordure de la rue de la Mairie, qui se prolonge par la rue du Moulin en direction de Ploubalay, et à l’angle de la rue des Meuniers.

## Historique
L'édifice a été bâti au XVIe siècle par les moines de Saint-Jacut-de-la-Mer (cité dès 1574, AD 22, série E),. Le moulin de Buglais est le seul moulin à vent à subsister aujourd'hui sur les trois que la paroisse de Lancieux possédait à cette époque. 
C'est un moulin non jumelé à un moulin à eau. Il était la propriété de l'Abbaye de Saint-Jacut qui par ailleurs possédait à Lancieux, les fermes de Buglais et de la Briantais, situées sur la baie de Lancieux. Pour accéder au moulin, les moines devaient d'abord traverser la baie à marée basse et ensuite emprunter le chemin qui reliait la Briantais à l'Ânerie en passant par les Aires du Tertre où ils croisaient le 'chemin Poissonnier'.
Le moulin conserve une date portée, 1758, sur le linteau intérieur de la porte d'entrée, ce qui correspond vraisemblablement à une réfection partielle de l'édifice. À la Révolution, les propriétés de Saint-Jacut-de-la-Mer sont vendues comme biens nationaux. Il est alors acheté le 4 mars 1791 par François L’Hotellier, un Lancieutin, pour 1500 livres. Il passe ensuite aux mains de Mathurin Lemonnier, meunier à Lancieux, puis à son fils Auguste, également meunier, qui le légua avec ses autres biens à l'hospice de Dinan en échange de la création d'un hospice pour les nécessiteux de Lancieux. En 1875, le moulin de Buglais subit, comme d'autres moulins, une transformation totale. Il est alors doté d'un mécanisme à double meule et à rouage en fonte, pour faire tourner de grandes meules. Vers 1924-1925, l'hospice de Dinan fait procéder à une vente aux enchères du moulin à la mairie de Lancieux. Il est ainsi adjugé à la famille Jouët, dont le gendre François Chapelle qui est le dernier à le faire tourner, avant d'être écrasé par sa machine. En 1926, en complément de l’énergie éolienne, un moteur auxiliaire à gaz pauvre est installé. Pendant la Seconde guerre mondiale, il est actionné par une machine à vapeur. Les cultivateurs de la région allaient y faire moudre leur grain. Le moulin a ensuite fonctionné avec la force du vent jusqu’en 1947.
Le moulin est équipé depuis le XIXe siècle d'un régulateur à boules, inventé par James Watt, fixé sur une potence en bois, qui renvoie par un levier des cercles pour soulever les meules et éviter ainsi l'emballement du moulin. Les meules actuelles datent également du XIXe siècle. Elles portent une rosace, la marque du fabricant en provenance de Brie champenoise. Celui-ci exportait ses meules sous forme de morceaux de plâtre. L'amoulangeur se chargeait ensuite de les assembler sur place. Dans l'inventaire d'un moulin, les meules valaient l'équivalent des 2/3 de son équipement.
Le moulin est racheté par la commune de Lancieux en 1973. Il est restauré extérieurement (maçonnerie, toiture, charpente) en 1976 par monsieur Jean Peillet, amoulageur, sous le contrôle de la direction des Bâtiments de France. Cela permet à ces ailes de tourner à nouveau. C'est également monsieur Peillet qui refait à l'identique le chariot avec cabestan, pour déplacer le châssis mobile. 
Le Moulin des Bénédictins est devenu l'emblème du village. Il a été inscrit par arrêté du 9 septembre 1975. 
La première restauration est complétée en 1990 par la remise en état du mécanisme intérieur. Les travaux se sont portés sur l'arbre moteur, les ailes de 24 mètres d'envergure, la potence, la trémie, la bluterie et deux paires de meules originelles, l'une pour le froment et l'autre pour les céréales secondaires. Une de ces meules est gravée de sa date de fabrication, 1874, et des initiales du nom du meunier alors en activité : G. C. Buglais est ainsi le premier moulin à produire de la farine en Bretagne lors de démonstrations. Il est ouvert au public à la saison estivale, en juillet et août.